# Diocèse de Machala
Le diocèse de Machala (en latin : Dioecesis Machalensis ; en espagnol : Diócesis de Machala) est un diocèse de l'Église catholique en Équateur suffragant de l'archidiocèse de Cuenca.

## Territoire
Le diocèse gère la province d'El Oro sur un territoire de 6 188 km2 divisé en 28 paroisses. L'évêché est à Machala où se trouve la cathédrale de Notre-Dame de la Merci. Le sanctuaire de Notre-Dame de la Nativité de Chilla (es) est un lieu de pèlerinage du diocèse.

## Histoire
La prélature territoriale d'El Oro est créée le 26 juillet 1954 par la constitution apostolique Nos minime latet du pape Pie XII en prenant une partie du territoire des diocèses de Guayaquil (aujourd'hui archidiocèse de Guayaquil) et de Loja.
Nommé à l'origine suffragant de l'archidiocèse de Quito, il intègre la province ecclésiastique de Cuenca le 11 septembre 1961 par la bulle Venerabilis Fratris du pape Jean XXIII.
Le 31 janvier 1969, la prélature territoriale est élevée au rang de diocèse par la bulle Quem admodum du pape Paul VI sous le nom de diocèse de Machala.
Par la lettre apostolique Adpetens Christi du 10 novembre 1970, le pape Paul VI reconnaît la Vierge Marie, vénérée  sous le vocable de Notre-Dame de la Nativité de Chilla est la patronne principale du diocèse.

## Prélats et évêques
Prélats
- Silvio Luis Haro Alvear (1954-1955) administrateur apostolique d'El Oro nommé évêque du diocèse d'Ibarra
- Vicente Felicísimo Maya Guzmán (1956-1963) administrateur apostolique d'El Oro puis évêque titulaire à partir de 1963

Évêques
- Vicente Felicísimo Maya Guzmán (1963-1978) devient le 1er évêque de Machala en 1969
- Antonio José González Zumárraga (1978-1980) nommé archevêque coadjuteur de Quito
- Néstor Rafael Herrera Heredia (1982-2010)
- Luis Antonio Sánchez Armijos, S.D.B (2010-2012)
- Ángel Polivio Sánchez Loaiza (2013-2022)
- Vicente Horacio Saeteros Sierra (2022-  )